# Idiomacromerus arcus
Idiomacromerus arcus är en stekelart som först beskrevs av Boucek 1969.  Idiomacromerus arcus ingår i släktet Idiomacromerus och familjen gallglanssteklar. Inga underarter finns listade i Catalogue of Life.